# Биба, Андрей Андреевич
Андрей Андреевич Биба (укр. Андрій Андрійович Біба; род. 10 августа 1937, Киев, Украинская ССР, СССР) — советский и украинский футболист, полузащитник и тренер. Заслуженный мастер спорта СССР (1967).

## Биография
Первой командой Бибы была киевская «Искра», где тренером был Владимир Балакин. Вскоре в Киеве открылась ФШМ, куда ушёл Балакин и забрал с собой ряд игроков «Искры».
В 1957 в киевское «Динамо» его взял Олег Ошенков. Вскоре Биба дебютировал за основный состав — вышел на матч против «Зенита» в Ленинграде (2:2) и забил гол.
Выступал за киевское «Динамо» (1957—1967), «Днепр» (1968—1969), черниговскую «Десну» (1970). В высшей лиге провел 246 матчей, забил 69 голов.
Забил первый гол советских клубов в еврокубках (Кубок кубков) «Колрейн» (Северная Ирландия) — «Динамо» (Киев) — 1:6.
За сборную СССР провёл один матч — 4 июля 1965 года в домашнем матче против Бразилии (0:3). Биба появился на поле только во 2-м тайме и отыграл 30 минут.
В 1967, достигнув 30-летия, вынужден был покинуть «Динамо». Сначала думал, что займется тренерской работой, но вскоре осознал, что ещё есть силы играть. Два сезона провёл в «Днепре».
С 1972 работал в тренерском штабе киевского «Динамо». Среди его заслуг — приглашение в Киев Виктора Колотова из «Рубина».
В разные годы работал в тренерском штабе таких клубов, как «Таврия» (Симферополь), «Днепр» (Днепропетровск). Тренировал «Спартак» (Житомир), «Уголёк» (Горловка), «Подолье» (Хмельницкий), «Нефтяник» (Ахтырка), «Химик» (Житомир).
Старший тренер Федерации футбола Украины — 1982, 1984—1986 (по июнь), 1990—1993, по июнь. Был начальником команды ветеранов «Динамо» (Киев).
В настоящее время[уточнить] — тренер-селекционер киевского «Динамо», президент украинского клуба «Кожаный мяч».

## Достижения

### Командные
Динамо (Киев)
- Чемпион СССР (3): 1961, 1966, 1967
- Обладатель Кубка СССР (2): 1964, 1966

### Личные
- Футболист года в СССР: 1966
- В списках лучших футболистов Украинской ССР[укр.] (6): № 1 (1959, 1961, 1963, 1964, 1965, 1966)
- В списках 33 лучших футболистов сезона в СССР (4): № 1 (1966), № 2 (1964, 1965), № 3 (1963)
- Первый советский футболист забивший гол в еврокубках (Кубок обладателей кубков УЕФА, «Колрейн» (Северная Ирландия) — «Динамо» (Киев) — 1:6)
- Награждён орденом «За заслуги» ІІІ (1999) и ІІ (2004) степеней.[2][3]